# سمیرا خالقی
سمیرا خالقی(زاده ١٣٧٢-زنجان) یک بازیکن والیبال نشسته اهل ایران است.
سمیرا خالقی همسر مرتضی عابدی ملی پوش اراکی تیم بسکتبال با ویلچر ایران است. 

## افتخارات
- نشان نقره بازی‌های پاراآسیایی ۲۰۱۴ به میزبانی اینچئون، کره جنوبی[۲][۳][۴]
- مقام پنجم بازی‌های پارالمپیک تابستانی ۲۰۱۶ در برزیل
- مقام نهم قهرمانی جهان ۲۰۲۲ در بوسنی و هرزگوین[۵]
- نایب قهرمانی آسیا سال ۲۰۲۲ در قزاقستان[۶][۷]
- نایب قهرمانی بازی‌های پاراآسیایی ۲۰۲۲ در چین
- نایب قهرمانی مسابقات کسب سهمیه پارالمپیک پاریس[۸]